# Nowy Przewóz

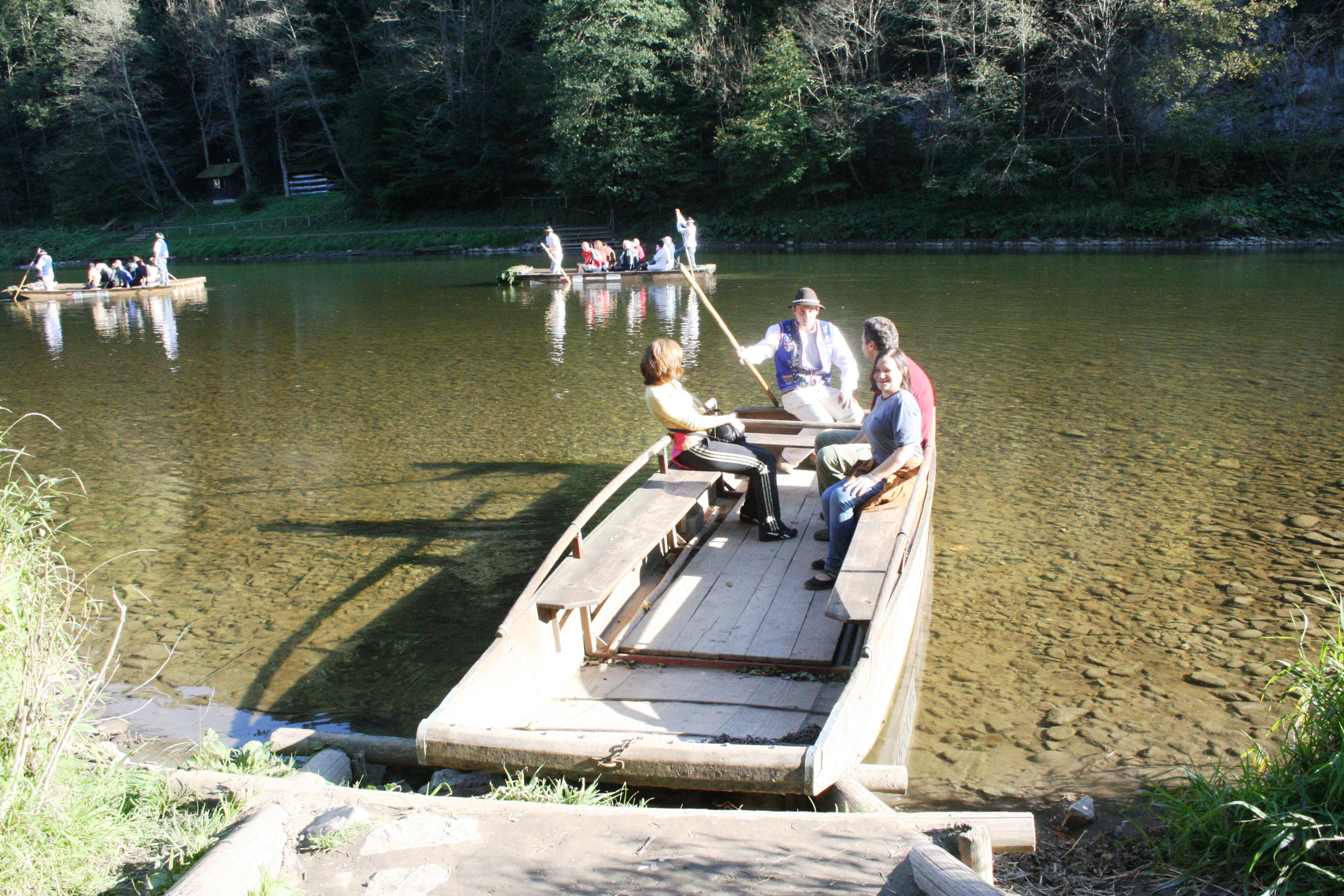
Überfahrt

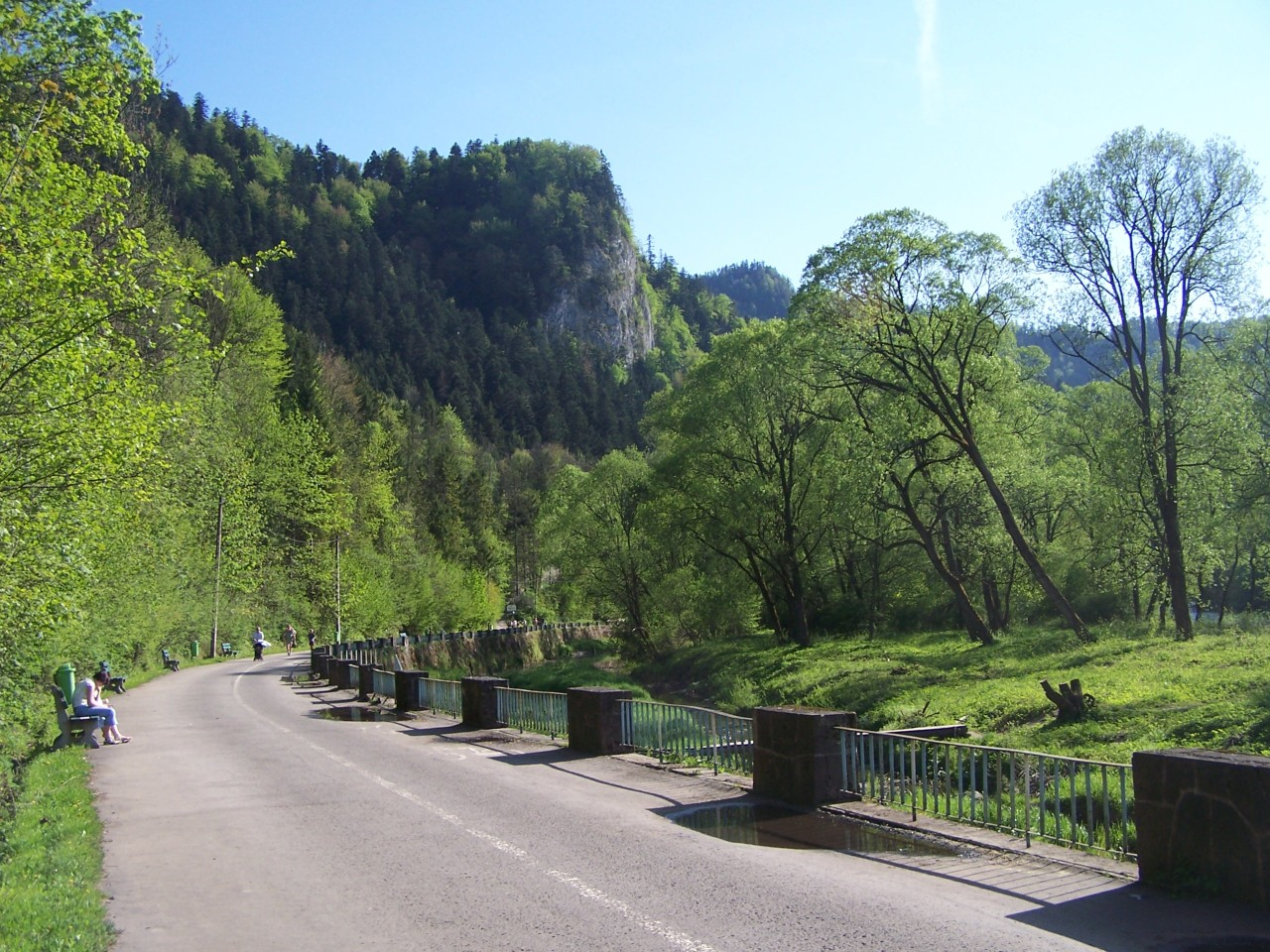
Blick vom Pieninenweg auf den Berg Biała Skała, unter dem sich die Überfahrt befindet

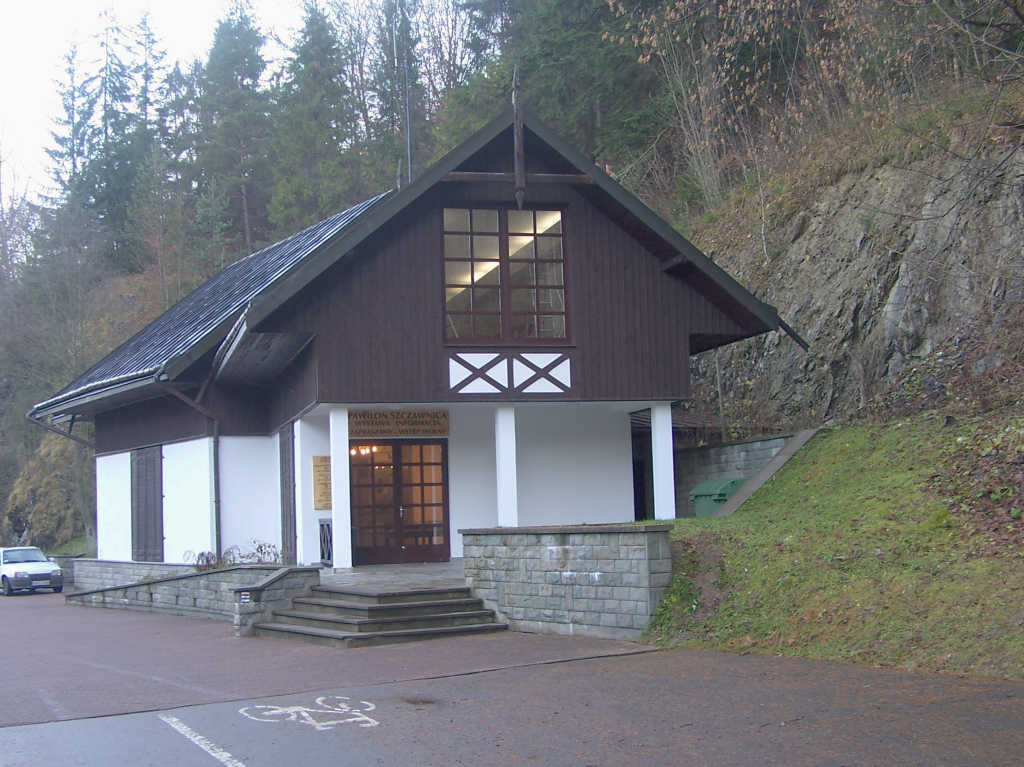
Nationalpark-Pavillon

Der Nowy Przewóz (deutsch: Neue Überfahrt) ist eine Fährverbindung für Fußgänger über den Dunajec am Ende des Dunajec-Durchbruchs durch die Pieninen in dem polnischen Kurort Szczawnica.

## Lage und Umgebung
Der Nowy Przewóz liegt an der Kreuzung des rot markierten Pieninenwegs durch den Dunajec-Durchbruch und des blau markierten Kammwegs, der von den Czorsztyner Pieninen über die Mittleren Pieninen in die Kleinen Pieninen führt. Die Anlegestelle befindet sich unterhalb des Felsgipfels Biała Skała, in dem sich die Höhle Grota Zyblikiewicza befindet, und in der Nähe des Ausstellungspavillons des Nationalparks. Östlich der Anlegestelle befindet sich die Insel Cypel.

## Tourismus
Da es in Szczawnica keine Brücke über den Dunajec gibt, ist die Überfahrt, neben der Überfahrt bei der Hukowa Skała, für Wanderer die einzige Möglichkeit, von den Mittleren Pieninen in die Kleinen Pieninen zu gelangen. Die nächstgelegenen Brücken über den Dunajec befinden sich flussaufwärts in Sromowce Niżne und flussabwärts in Krościenko nad Dunajcem. Die Überfahrt dauert ca. 7 Minuten. An der Anlegestelle kann man auch Kajaks und Schlauchboote mieten.